# 一円玉の旅がらす
「一円玉の旅がらす」（いちえんだまのたびがらす）は、NHKの「みんなのうた」で放送された曲。作詞：荒木とよひさ、作曲：弦哲也、編曲：池多孝春、歌：晴山さおり。または同曲を収録した晴山さおりのシングル。晴山にとってはデビューシングルにあたる。

## 概要
1989年4月より消費税が導入され、一円玉が大切な時期に発表された歌で、一円玉の様子を演歌調に歌った。映像は西村緋祿司製作のアニメ。
『みんなのうた』での放送後、注目を集め、CDとカセットを合わせて65万枚（1991年9月時点）の大ヒットとなった。
晴山さおりは本楽曲において、第32回日本レコード大賞にて最優秀演歌新人賞を受賞するなど11もの新人賞を総ナメにした。
なお晴山・西村のコンビは、1年後に同番組で紹介された『出世音頭だよ!』にも参加する。

## ディスコグラフィ
- 晴山さおり「一円玉の旅がらす」（シングルCD）ビクター音楽産業（現：ビクターエンタテインメント〈二代目〉）。1990年。
- 「みんなのうたベストヒット16」日本コロムビア。1990年。COCC-6823。
- 「輝け!有線大賞年間グランプリ演歌ベスト16」キングレコード。1990年。KICX-39。